# 大埤 (大字)
大埤，原稱為大埤頭，是台灣雲林縣大埤鄉的一個傳統地域名稱，也是全鄉行政中心所在地，位於該鄉南部。相較於今日行政區，其範圍大致包括北和村不含西部及北部、南和村不含西端及東端、怡然村東南部凸出部分、松竹村西南部凸出部分的西北半部及盧竹角聚落西北側凸出部分。

## 歷史
台灣清治末期至日治初期，大埤地區為一街庄，稱為「大埤頭庄」，隸屬於打貓北堡。該庄北與佃仔林庄為鄰，東北與茄苳腳庄為鄰，東與盧竹巷庄為鄰，南邊為排仔路庄，西南邊為游厝庄，西邊為舊庄。
1901年（日治明治三十四年）11月，全台廢縣廳改設二十廳，該庄隸屬於斗六廳。1903年（明治三十六年）6月，該庄編入「大埤頭區」，隸屬於斗六廳。1909年（明治四十二年）10月，合併二十廳為十二廳，大埤頭區改隸屬於嘉義廳。1920年（大正九年），全台地方制度大改正，廢十二廳改設五州二廳，該庄改制並改名為「大埤」大字，隸屬於臺南州斗六郡大埤庄。
戰後大埤庄改制為大埤鄉，隸屬於臺南縣，大字亦改制為村。1950年10月，雲、嘉、南分治，大埤鄉改隸屬雲林縣。

## 聚落
本地區發展較早的聚落有大埤頭、拉榔宅、尼姑庵、盧竹後（大德）、新街、前藔、後藔等，在日治期初期的官方地圖上已有記載。

## 交通
國道1號又稱「中山高速公路」，是貫穿台灣西部的兩條縱向高速公路之一，大致以東北微北—西南微南走向轉北北東—南南西走向經過大埤地區東部邊界外不遠處。北側最近的交流道是省道台78線（東西向快速公路－台西古坑線）交會處的雲林系統交流道、縣道158號交會處的斗南交流道；南側最近的是縣道162號交會處的大林交流道。由此等可快速前往國道1號沿線各地，或經由雲林系統交流道轉省道台78線快速前往雲林縣西部及東部。
縣道157號（中正路、民生路）是斗南至嘉義縣布袋鎮過溝的道路，大致以東微南—西微北走向由本地區東部邊界北側入境後，轉東北—西南走向直行以至出境。由該道路向東微南轉東北微東經蘆竹巷西北端可前往茄苳腳並止於其東部邊界北側的省道台1線路口（斗南市區南郊）；向西南轉南再轉西南微南可前往溪口、新港、六腳、朴子、東石東南部、布袋北部的過溝等地。
鄉道雲173線（三民路、雲嘉路）是土庫至牛埔寮的道路，其南側端點（終點）位於本地區西南部邊界處的縣道157號路口（嘉義縣溪口鄉游厝地區牛埔寮聚落北郊）。由此向北沿邊界而行，其後轉北北西入境一小段後，於本地區西部邊界出境，可前往舊庄東北部、田子林西部、過港中西部、土庫市區並止於縣道145甲線起點路口暨鄉道雲100線終點路口（土庫商工旁圓環）。
鄉道雲174線（中正路、民權路）是西鎮至蘆竹角的道路，其東側端點（終點）位於本地區東南部邊界外不遠處蘆竹角聚落東北側的鄉道雲180線路口。由此向北北西出聚落後轉西北，至本地區東部邊界轉北沿邊界而行，其後轉西北微北入境，至大埤聚落經縣道157號路口圓環後，繞彎道轉西微南再轉西南，經鄉道雲175線終點路口轉西南西，出聚落後轉西微北，至尼姑庵聚落繞彎道轉南南西再轉西南西，經鄉道雲174-1線起點路口後繞彎道轉西北，出聚落後繞大彎轉西南西出境，續繞大彎轉西南可前往舊庄地區西南部的西鎮聚落並止於鄉道雲177線路口。
鄉道雲174-1線是尼姑庵至蘆竹角的道路，其西北側端點（起點）位於本地區西北部尼姑庵聚落中央偏南的鄉道雲174線路口。由此向東南出聚落直行，經縣道157號路口後轉東南微東，至蘆竹後（大德）聚落經鄉道雲175-1線右側路口後與其共線約300公尺，經鄉道雲175-1線左側路口後獨行，出聚落後轉東南，至本地區東部邊界中央偏南處（蘆竹角聚落西北側）轉南南東沿邊界行一小段路後，轉東南出境並進入蘆竹巷地區的蘆竹角聚落，其後轉東止於鄉道雲180線路口。
鄉道雲175線是豐岡至大埤的道路，其南側端點（終點）位於大埤聚落西北部的鄉道雲174線路口。由此向北北西順路轉北微西，至鄉道雲178線路口轉西北西與其共線約70公尺，至路口轉西北獨行，出境後可前往田子林、埔羗崙並止於鄉道雲86線路口。
鄉道雲175-1線是大埤至新街的道路，全線位於本地區境內，其北側端點（起點）位於大埤聚落西南郊的縣道157號路口。由此向南行，至蘆竹後聚落東北側轉南南西，至鄉道雲174-1線路口轉西北與其共線約300公尺，至路口轉南南西獨行後再轉南南東，出聚落後轉南再轉南微東，可前往本地區南部的新街聚落東郊並止於鄉道雲180線路口。
鄉道雲178線（無名道路、中山路）是大竹圍至箔雁岸的道路，大致以西向東由本地區西部邊界入境後直行，其後轉東北東，至鄉道175線路口轉東南與其共線約70公尺，至路口轉東南微東獨行並進入大埤聚落，至自由街口轉東北東再轉東微南，經鄉道雲179線終點路口後轉東南東以至出境。由該道路向西可前往舊庄地區北部東側並止於鄉道雲173線路口；向東南東經縣道157號路口後出聚落可前往蘆竹巷地區的箔雁岸聚落並止於鄉道雲180線路口。
鄉道雲179線是新崙（溝心聚落北側）至大埤的道路，其南側端點（終點）位於大埤聚落中央略偏西的鄉道雲178線路口。由此向北蜿蜒而行，出聚落後轉北微東可前往田子林東端、埔羗崙東南端、埤頭西端、大東地區的溝心聚落北側並止於鄉道雲86線路口。
鄉道雲180線是牛埔寮至柳樹腳的道路，其西側端點（起點）位於本地區西南部的雲林、嘉義縣界。由此向西北西接嘉義縣鄉道嘉180線沿邊界而行，其後繞大彎轉西南西蜿蜒而行，可前往溪口鄉游厝地區的牛埔寮聚落並止於縣道157號路口；向東北至前寮聚落轉東，至新街聚落轉東北再轉東北東，經鄉道雲175-1線終點路口後續行，其後轉東南東出境並進入蘆竹角聚落，轉東北微北經鄉道雲174-1線路口、雲174線路口後轉東可前往蘆竹巷地區中南部的箔雁岸、柳樹腳聚落並止於省道台1線路口（柳樹腳聚落東郊）。

## 學校
- 大埤國中
- 大埤國小